# Loma Negra
Loma Negra, también conocida como Villa Fortabat, es una localidad del partido-municipio de Olavarría, localizado en el interior de la Provincia de Buenos Aires, Argentina. Se halla enclavada a 14 kilómetros de la ciudad que lleva el mismo nombre del partido y es un importante centro industrial de la región.

## Toponimia
Loma Negra debe su nombre al color de la piedra caliza, materia prima para la fabricación de la cal y el cemento. Fue el nombre impuesto por los colonizadores de la Campaña del Desierto, quienes al llegar a la zona impusieron a las distintas áreas el nombre de los accidentes geográficos del lugar más un adjetivo característico del mismo.

## Historia

### SigloXIX
El 29 de octubre de 1855, por la madrugada, se produce la Batalla de San Jacinto en la que se enfrentan las tropas al mando del General Manuel Hornos y el Cacique Calfucurá, quien prevalece y vence a Hornos. Para esto le tiende una emboscada y luego de fingir una huida, lo lleva a combatir en un terreno pantanoso cercano al Arroyo San Jacinto, el cual es llamado "Tajamar" por los lugareños, zona donde hoy se encuentra Vialidad Provincial sobre la Ruta 51. Allí logra inmovilizar cañones y soldados, para provocarle innumerables bajas y una catastrófica derrota. Hornos se encontraba acompañado por unos 1300 hombres, Calfucurá por un número algo superior.
Era por entonces propietario de la "Estancia San Jacinto" Don Celestino Muñoz, quien luego del saqueo que hace Calfucurá en el casco de su estancia transfiere el dominio de la misma a Don Juan Pourtalé. Con posterioridad los hermanos Juan, Carlos y Alfredo Fortabat  heredarían las tierras de su abuelo materno, ya que su madre Elena Pourtalé había fallecido. Pasado un tiempo Alfredo Fortabat compra a sus hermanos las partes indivisas de la sucesión. Actualmente esta zona se llama "Estancia Fortabat".
El pionero descubridor de la piedra caliza en la zona fue Don Carlos Landi, poco antes del 1900, quien fundó la Fábrica de Cal "San Alfredo" (nombre que tomó de la cercana Estancia San Alfredo, propiedad de la familia Errecart).
El 21 de agosto de 1893 el Ferrocarril del Sud llega a la localidad de Loma Negra, a pedido de Don Carlos Landi, por entonces propietario de la Fábrica de Cal " San Alfredo ". La Estación fue emplazada en la zona donde hoy se encuentra la Escuela N.º 25, y fue designada por el Estado como "Estación Loma Negra". Un ramal continuó hasta la cantera de "Dávila y Compañía" (hoy Cementos Avellaneda S.A) y el principal hasta la Fábrica de Cal de Landi, junto a ese ramal se abrió, en aquella época, el camino que conducía hasta Loma Negra, y que fue la primera entrada al pueblo. Poco después se lo comenzó a llamar "Camino Real".

### SigloXX
En la década de 1920 se descubren en los campos de propiedad de Alfredo Fortabat quién era un descendiente de franceses, un importante yacimiento de caolín y caliza. En 1926 este fundaba su empresa productora de cemento llamada "Loma Negra". Dos años después comenzó a construir casas para los obreros, conformándose esta villa minera. En 1929 lanzan al mercado sus primeros productos. Casi una década más tarde, por la necesidad de contar los obreros con sus viviendas cerca de la fábrica, Fortabat ordenó la edificación de las primeras casas en la Villa, bajo la dirección de Juan Becker.
El crecimiento de la industria local, provocó el afincamiento de vecinos y con ellos el nacimiento de un barrio privado dentro de la localidad que se denominó: "Villa Loma Negra". La primitiva Villa era una aldea de casas humildes, construidas con chapas, piedras y maderas, para protegerse de los rigores del frío en el invierno y la atmósfera insoportable del verano. Eran solamente tres cuadras, cuya calle principal era la que lleva el nombre de Luciano Fortabat, que se extendía hasta la altura de la esquina de la actual avenida Santa Elena donde se encuentran la subcomisaría y el correo. Hacia la mitad de la primera década de este siglo, las viviendas se ubicaban sobre la costa de las vías del entonces Ferrocarril Sud, en la calle que hoy se denomina Alberdi a pocos metros del tanque de agua potable de ese sector de la localidad. Los habitantes de esas casas eran las familias de Francisco Citati, Francisco Cantagallo, Italo Aller, Francisco Guido y Cotti.

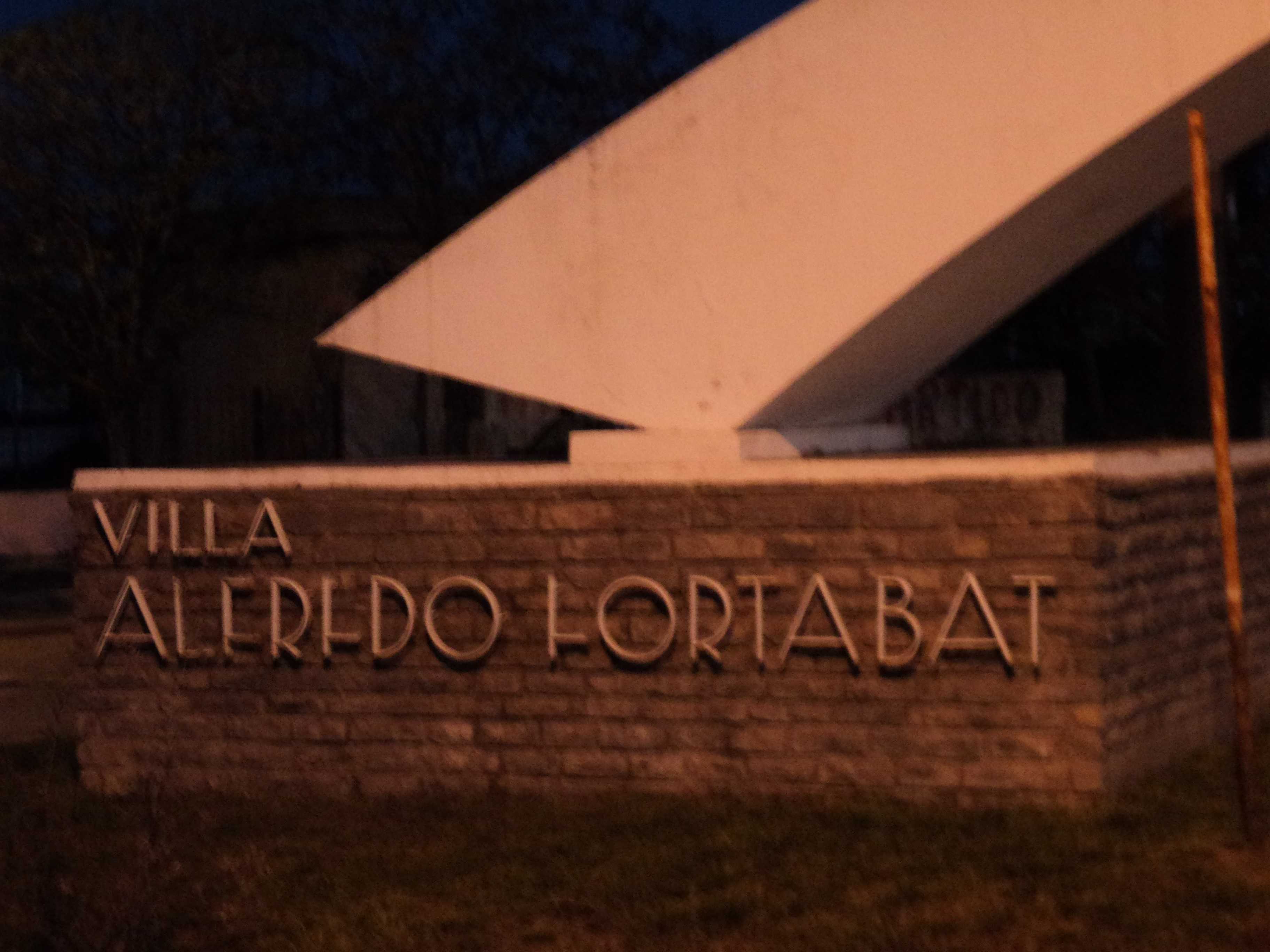
Reconocimiento al empresario Fortabat en la entrada de la villa homónima.

La villa se comenzó a poblar masivamente en 1924, con la llegada de familias inmigrantes de varios países para trabajar en la construcción de la fábrica cementera Loma Negra. Sus autoridades contrataron a la empresa GEOPE para que levantara grandes galpones de chapa que tenían como objeto que fueran habitadas por familias y hombres solteros, que se dividían en 20 piezas, todas en una sola fila. La intención era solucionarles el problema de la vivienda a quienes se sumaban en la construcción de la nueva fábrica de cemento.
Esos galpones de chapa -muy precarios- estaban ubicados donde hoy se encuentra la plaza "De la Eficiencia y el Trabajo" y daban a la calle Córdoba (se instalaron de un lado familias, y del otro solteros), a la calle Entre Ríos donde se hallaba la entrada a una decena de quintas con huertas de verduras y plantas frutales. En tanto, en la calle Buenos Aires, luego de la vía, solamente se edificaron inicialmente dos viviendas.
En el Granito viejo también colocaron galpones de chapa para familias y solteros. En el lugar se hallaba la fonda (un bar donde se daba de comer) de Gregorio Boggia y para higienizarse existía una pileta de agua, aunque muchos elegían la cantera para lo mismo y también para lavar sus ropas.
Fueron años muy duros para los pocos habitantes. Al no contarse con medios de transporte, en caso de que alguien padeciera alguna enfermedad o necesitara algún remedio era común cruzar a pie el campo para llegar y volver de la ciudad.
Los primeros comerciantes que se instalaron fueron Manuel Happes Ase (conocido popularmente como el "Turco Manuel") y Mateo Amanzi, quien establecido en San Jacinto venía a la casa de cada obrero, recogía y preparaba los pedidos y luego los distribuía.
La villa fue creciendo y la fábrica de cemento atrajo a muchas personas y familias jóvenes. En una comunidad tan pequeña, las actividades sociales toman gran importancia. Una actividad recreativa fue el "Club de Niños", conocida en otras localidades de la Argentina como ¨Colonia de Vacaciones¨.
El 9 de noviembre de 1947, Don Alfredo Fortabat modificó el nombre de su villa obrera, la que pasó a denominarse «Villa Alfredo Fortabat». En el acto de participaron en un gran desfile por la avenida Luciano Fortabat los niños de la Escuela N.º 25 del paraje San Jacinto, los vecinos de Calera Avellaneda, La Providencia, y los alrededores. La imposición de su nombre a su barrio cerrado se efectúa por su sola disposición, y sin que medie la intervención del Estado, ya que se trataba de una propiedad privada, enclavada dentro de la localidad de Loma Negra, pero con una cierta autonomía que brotaba de la filantropía de Fortabat. Este barrio es lo que comúnmente se conoce como “Villa Vieja”.
En la década del 1960 Alfredo Fortabat lotea campos de su propiedad, a la vez que entrega el dominio de los espacios públicos del nuevo sector a la Municipalidad. Así, la localidad de Loma Negra se encontraba compuesta por: Nueva Villa Alfredo Fortabat, Villa Laclau, La Providencia, Calera Avellaneda y Villa Miserranía. Mientras tanto la Villa Alfredo Fortabat seguía en manos de Loma Negra C.I.A.S.A. Así las cosas, se confundían en la apariencia de un solo pueblo dos poblaciones, una ligada a lo público y otra a lo privado.

### Consolidación
En los años de 1970, la compañía cedió los espacios públicos y las casas a sus habitantes, convirtiéndose en forma definitiva en un núcleo urbano. El complejo industrial edificado por Fortabat fue un factor fundamental en la evolución de la localidad de Loma Negra y de todo el Partido de Olavarría.
El sábado 10 de enero de 1976, a las 03:00 de la mañana Don Alfredo Fortabat fallecía en el Instituto del Diagnóstico de la Capital Federal, víctima de un derrame Cerebral. Sus restos fueron velados en la Residencia Fortabat, ubicada en la Avenida del Libertador y San Martín de Tours (hoy Sede de la Embajada de Corea). Al día siguiente sus restos fueron sepultados de manera provisoria en la bóveda de la familia Lacroze del Cementerio de La Recoleta. Meses después -en agosto- serían trasladados a la localidad de Loma Negra, a una cripta construida en la Parroquia Santa Elena. En la despedida, el vecindario se volcó a la Avenida Luciano Fortabat para darle el último adiós.
Días después, su segunda esposa, la Señora Amalia Lacroze de Fortabat asume la presidencia de la empresa. En una de las primeras reuniones de directorio propone a la Asamblea de Accionistas la venta de la Villa Fortabat a sus ocupantes, moción que es aprobada por unanimidad, y se faculta a apoderados especiales y a la Escribana Norma Edith Desimone de Mendía para proceder a las transferencias. Paralelamente se entrega el dominio público al Municipio. De esta manera el barrio cerrado "Villa Alfredo Fortabat" se desprendía de los terrenos de la empresa y pasaba a integrar, ya de manera oficial, la localidad de Loma Negra.
Hoy, Loma Negra conserva su acervo cementero, y se ha convertido en un dinámico centro de producción y transporte. La actividad económica que se destaca en la zona, es la explotación minera. Su mayor referente es la cantera de granito rojo. También existen canteras de piedra caliza y arcilla, materias primas para la fabricación del cemento portland.

### Otros datos históricos

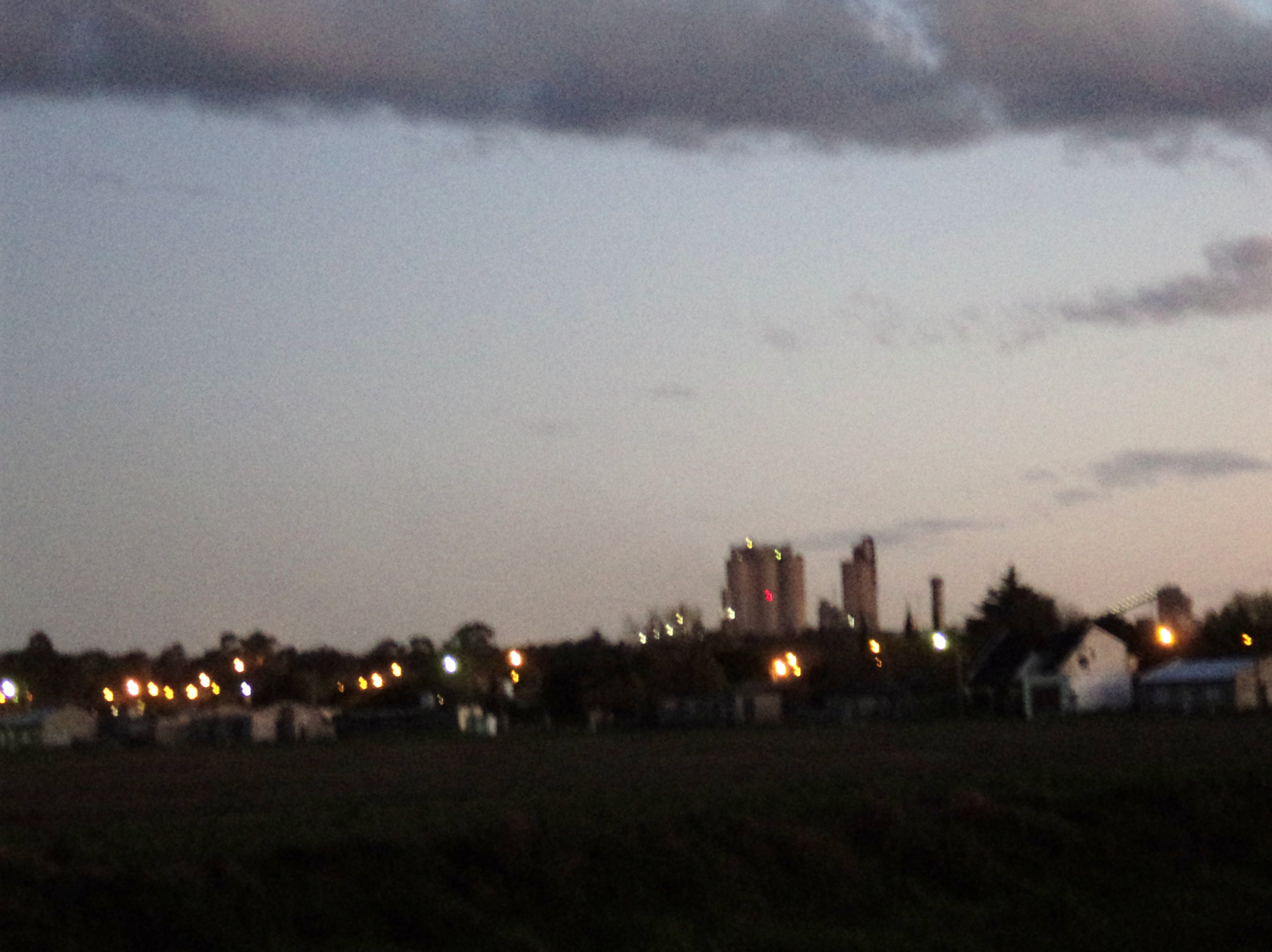
Vista de la localidad desde la ruta.

- 31 de mayo de 1929, Fundación del Club Social y Deportivo Loma Negra
- 1930, Oficina de la Estafeta de Correos y Telecomunicaciones.
- 1937, Destacamento de Policía.
- 1941, Pavimentación de la Avenida Luciano Fortabat y de las calles hoy denominadas Camino Real, Santa Elena y Neuquén.
- 1943, Creación de la "Asociación Mutual del Personal Obrero de Loma Negra".
- 1945, Pavimentación del camino de Olavarría a la zona industrial -hoy ruta provincial RP 51-. Con esto la entrada oficial del pueblo sigue siendo el Camino Real, pero la entrada a la "Villa Alfredo Fortabat" se abre sobre la Ruta 51, sobre la Avda. Luciano Fortabat.
- 1953, Creación del Club Deportivo de Pesca Loma Negra.
- 2 de agosto de 1958, Inauguración del primer establecimiento educacional Escuela N.º 12 "María Curie".
- agosto de 1960 el destacamento de Policía se convirtió en Subcomisaría, merced a las gestiones que realizó la empresa Loma Negra a la Cooperadora policial integrada por una docena de respetados vecinos.
- 1962, Escuela de Educación Media N.º 3 "Amalia Lacroze de Fortabat".
- 1962, Inauguración del Salón de Fiestas del Club Loma Negra
- 29 de marzo de 1964, 22 años después de colocada la piedra fundamental, se inaugura el Templo Parroquial Santa Elena, en memoria de Doña Elena Pourtalé de Fortabat. Sería su primer párroco el Pbro. (...) González. Le sucedería como Párroco el Pbro. Héctor Miguel Baiza, luego Monseñor Juan Antonio Manzolido, como Administrador Parroquial. Más adelante se hicieron cargo de la cura pastoral los presbíteros Pedro Rocca y Andrés Pérez. Actualmente el Administrador Parroquial es el. Pbro. Luis Malaspina.
- 1971 Se crea el Grupo de Scouts y de Guías "Santa Elena", a la vez que se nombra padrinos de los mismos a Don Alfredo Fortabat y a la Señora Amalia Lacroze de Fortabat.
- 1976 Se agrega el Club Social y Deportivo Independiente, cuya actividad adquirió importante impulso desde fines de 1990.
- 15 de diciembre de 1975 Se habilita el Salón Parroquial "Elena Pourtalé de Fortabat".
- 1979 Escuela N.º 79, la que en la década de 1990 sería denominada "Alfredo Fortabat", en un acto presidido por el Intendente Helios Eseverri y la Sra. María Inés Lafuente Lacroze, en calidad de Vicepresidente de la Fundación "Amalia Lacroze de Fortabat"
- 1984 Jardín de Infantes N.º 905 "Constancio C. Vigil".
- Centro de Adaptación Laboral "Madre Teresa de Calcuta".
- 2005 Amalia Lacroze de Fortabat, su hija María Inés Lafuente y COCYF Compañía Comercial y Financiera Sociedad Anónima, en calidad de propietarios de las compañías estadounidenses Gaby01 Inc, Gaby02 Inc y Gaby03 Inc respectivamente, transfieren el 100 % de las acciones de HOLDTOTAL S.A., empresa controlante de "LOMA NEGRA C.I.A.S.A." al Grupo Camargo Correa Cimentos S.A., que pasó a hacerse cargo de la actividad económica de la fábrica de cemento. Por su parte, la viuda de Fortabat designa administrador de dicho Fideicomiso al licenciado Alfonso Prat Gay. Los restos de Don Alfredo Fortabat son trasladados al Cementerio de la Recoleta, en la Capital Federal
- El 18 de febrero de 2012 a las 06:00 de la mañana, en su domicilio de la Ciudad de Buenos Aires, fallece la Señora Amalia Lacroze de Fortabat.

## Población
Cuenta con 3451 habitantes (Indec, 2010), lo que representa un leve crecimiento del 0,52% frente a los 3433 habitantes (Indec, 2001) del censo anterior.
| Gráfica de evolución demográfica de Loma Negra entre 1980 y 2010 |
|                                                                  |
| Fuentes: INDEC                                                   |

### Barrios y parajes
- Villa Alfredo Fortabat (un sector, denominado "Parque", quedó en manos de la empresa)
- Nueva Villa Alfredo Fortabat
- Barrio Amalia Lacroze de Fortabat
- Barrio 25 de mayo
- Villa Laclau
- Villa Miserranía
- Villa Kochi-Tue
- Paraje La Providencia
- Paraje San Jacinto
- Paraje Cerro Negro
- Paraje Calera Feitis
- Barrio plan vea

### Límites de la Jurisdicción de Loma Negra
Comprende el sector que por el Este limita con la jurisdicción de Sierras Bayas, por el Oeste, desvío ferroviario a 16 de julio hasta su empalme Querandíes y ruta 51 hasta su intersección con Camino a LOSA.

## Sociales

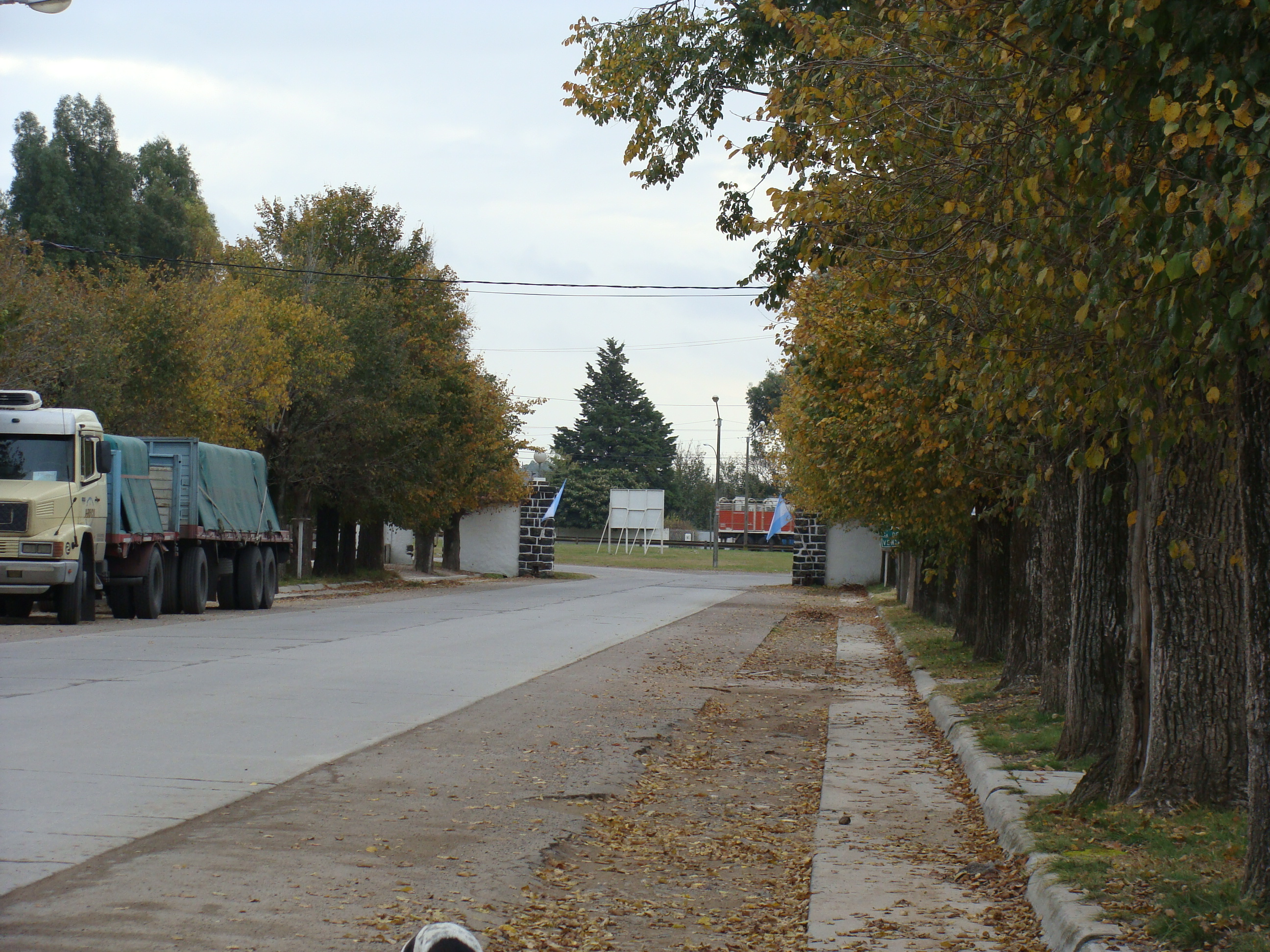
Las calles principales de Villa Alfredo Fortabat

La diversión pasaba por los picnics y los bailes -luego llegaría el Cine Savoy. El 31 de mayo de 1929 quedaba fundado el «Club Social y Deportivo Loma Negra», que sigue alimentando una labor deportivo relevante (durante la década de 1980 este Club llegó a jugar al fútbol en primera división y le ganó un amistoso a la Unión Soviética); luego siguió a principios de marzo de 1931, la creación del «Club Portugués» (reunía a un núcleo de operarios, en su mayoría de esa nacionalidad) que luego pasó a llamarse «Social y Deportivo Argentino Cacique» para más tarde desaparecer.
La consecuencia del incremento de habitantes fue entre otras manifestaciones, el nacimiento de nuevas instituciones: en febrero de 1937 surgió el «Club de Pesca y Recreativo La Corvina Negra» fundado por un grupo de amigos que pretendía organizar viajes de pesca al balneario costero de Claromecó; al año siguiente, para concretar una obra de argentinidad, es decir lograr que se hablara nuestro idioma (por lo cosmopolita de la población se escuchaban 17 diferentes) y los niños se amoldaran a nuestros hábitos y costumbres, Lucía Quantín de Brié (esposa de Jorge, médico de la compañía Loma Negra) tuvo la iniciativa y encontró respaldo en Fortabat para crear el "Hogar Infantil Elisa Corti Maderna de Fortabat", luego rebautizado «Hogar Infantil Loma Negra», que en enero de 2002 sería cerrado. El edificio del Hogar Infantil es en la actualidad propiedad de la Municipalidad de Olavarría y allí tiene su sede el "Museo Hogar Loma Negra", donde se custodia la historia del pueblo.